# Football Club Nania Accra
Maillots
Le Football Club Nania Accra, appelé plus couramment le FC Nania, est un club ghanéen de football fondé en 1998 et basé dans la ville d'Accra.

## Histoire
Le club est fondé en 1998 par l'ancien footballeur international ghanéen Abedi Pelé. En 2011, le club évoluant en deuxième division remporte la coupe du Ghana en battant en demi-finale le Berekum Chelsea, champion du Ghana en titre, et en finale l'Asante Kotoko, club le plus populaire du pays sur le score de 1-0. Le FC Nania remporte ensuite la supercoupe du Ghana 2011.